# Montdory
Guillaime des Gilberts, meglio noto come Montdory (Thiers, 13 marzo 1594 – Thiers, 10 novembre 1653), è stato un attore teatrale francese, tra i più famosi del suo tempo.
Recitò nelle commedie di Pierre Corneille e fu applaudito per lo strepitoso successo de Le Cid (1637) nel quale interpretava Don Rodrigo e in La Mariane dove interpretò Erode.
Caratteristica della sua recitazione era il pathos, portato fino all'estremo: era violento ed enfatico nel declamare le battute al punto che, proprio durante una delle rappresentazioni de La Mariane fu colpito da paralisi e fu costretto ad abbandonare la carriera nel 1637.